# Upplandsloven
Upplandsloven (Upplandslagen) var en lov der gjaldt i den svenske provins Uppland samt i Gästrikland, der var en del af Uppland i middelalderen.  Loven gjaldt også i hele Finland med undtagelse af de svenske bygder i Österbotten, der hørte under Hälsingeloven.  Upplandsloven havde stor betydning for udformningen af andre love i Svealand.

## Historie
Loven blev stadfæstet af kong Birger Magnusson den 2. januar 1296. Ridderen og lagmanden i Uppland, (Birgitta af Vadstenas far) Birger Persson, hans fætter domprovsten Andreas And samt Filip Finvidsson (Attundaland) formodes at have været hovedmændene bag Upplandsloven. Loven er bevaret i fem håndskrifter fra første halvdel eller midten af 1300-tallet.
I en af Olaus Petris håndskrifter fra 1500-tallet antydes det, at Upplandslovens forlæg var den såkaldte Hednaloven, der senere er gået tabt.
Kongevalget ved Mora Sten i Uppland var tidligere bestemt af Västgötaloven. I den nyere Upplandsloven står der flere gange udtrykkeligt, at en upplandsk lagmand skulle være den første til at udråbe den nyvalgte konge på Mora Sten.

## Revideringer
Upplandsloven blev ændret mindst seks gange:
- År 1607
- År 1650
- År 1666
- År 1700 (af Carolus Lundius, hvis tolkninger af visse dele var yderst tvivlsomme)